# Hyphydrus megas
Hyphydrus megas är en skalbaggsart som beskrevs av Olof Biström 2000. Hyphydrus megas ingår i släktet Hyphydrus och familjen dykare. Inga underarter finns listade i Catalogue of Life.